# Lac Struthers
Pour les articles homonymes, voir Struthers.
Le lac Struthers est un petit lac située dans la forêts-parcs à trembles canadiennes en Saskatchewan au Canada. Le lac se trouve au sud de Weldon (en) et au nord de Yellow Creek (en).
Le lac contient des grands brochets et des dorés jaunes. Il accueille aussi un petit parc régional permettant la baignade, la navigation et le camping.